# Kizárt harmadik elve
A kizárt harmadik elve (latinul: tertium non datur vagy principium tertii exclusi) a logika történetében többféleképpen megfogalmazott alapelv. Általánosabb megfogalmazásban így hangzik: „Vagy P, vagy nem-P”, ahol P üres helyet jelöl, amelyet kijelentő mondattal (propozíció) lehet kitölteni. Konkrét megfogalmazása koronként más-más. Rövid, szakszerű jelölésmódja: {\displaystyle A\vee \sim A}

## Történeti áttekintés

### Arisztotelészi logika
Az elv első megfogalmazója Arisztotelész: „A bizonyítás alapelvei…pl., hogy mindent vagy állítani, vagy tagadni kell…”, ill. „Az ellentmondás két tagja között nem állhat fenn semmi közbeeső, hanem mindenről mindent vagy állítani, vagy tagadni kell”
A Herméneutika  9. fejezetében viszont Arisztotelész megkérdőjelezi, hogy minden kijelentő mondat igaz vagy hamis volna; lehetségesnek tartja, hogy a később kétértékűség elvének elnevezett tétel (minden állítás vagy igaz, vagy hamis) nem mindig igaz, ellentétben a kizárt harmadik elvével. Arisztotelész ugyanis a Herméneutika fő témáját az ellentmondó pár fogalmának konstruálása útján közelíti meg. Ezt úgy definiálja, mint olyan állításokból álló párt, amelyek közül az egyik állítja, a másik tagadja ugyanarról ugyanazt. Nem magától értetődő, hogy minden ilyen párból az egyiknek igaznak, a másiknak hamisnak kell lennie. Arisztotelész két kivételt talál erre: a meghatározatlan állítások esetét („Van fehér ember” és „Van nem fehér ember” egyaránt igaz) és egyes jövőre vonatkozó állításokat (például „Vagy lesz holnap tengeri csata, vagy nem lesz holnap tengeri csata”). Az utóbbiból levezethető fatalizmust csak úgy tartja elkerülhetőnek, ha egy állításnak és negációjának a diszjunkciója lehet igaz úgy is, hogy akár az eredeti állítás, akár a negációja igaz lenne; más szavakkal, Arisztotelész megpróbálja úgy állítani a kizárt harmadik elvét, hogy közben tagadja a kétértékűség elvét.
Ez a zavar az olyan logikai-filozófiai alapfogalmak (ill. görög megfelelőik) tisztázatlanságával függ össze, mint 'állítás', 'kijelentés', 'mondat', 'igaz', 'hamis', amiknek tisztázása végigvonul a logika és a filozófia történetén, egészen a modern logika 'Type-token' megkülönböztetéséig (ami először Charles Sanders Peirce írásaiban jelenik meg).

### Hagyományos logika
(a logika 17-19. századbeli, a szimbolikus logika kialakulását megelőző 'iskolás' formája)
Ebben a logikában a harmadik kizárásának elve a négy hagyományos alapelv, a „helyes gondolkodás alaptörvényei”-nek egyike. Ezek:
- Az azonosság törvénye: egy logikai eljárásban a terminusoknak végig azonos értelemben kell szerepelniük
- Az ellentmondás törvénye: nem lehet egyszerre állítani és tagadni ugyanazt, másként: egy állítás nem lehet egyszerre igaz is, hamis is
- A kizárt harmadik törvénye: két ellentmondó állítás közül az egyiknek igaznak kell lennie, másként: bármely állítás vagy igaz, vagy hamis, harmadik lehetőség nincs
- Az elégséges alap törvénye: minden ítélésnek és következtetésnek megalapozottnak kell lennie

Az azonosság elvének és az elégséges alap elvének a logikai törvények megalapozásában nincs tényleges szerepe; ha csak a megalapozást vesszük tekintetbe, akkor az ellentmondás elvének és a kizárt harmadik elvének szerepe a döntő, mint azt a logika későbbi fejlődése is mutatja.

### Modern logika
(a Frege utáni, szimbolikusnak vagy klasszikusnak is nevezett logika)
A modern logika az ellentmondás elvét és a kizárt harmadik elvét a kétértékűség (dichotómia) elvében foglalja össze; így állnak elő a kétértékű logika rendszerei. Ez az elv így hangzik: az állítások tartományának igazságérték szerinti felosztása dichotóm felosztás, azaz minden állítást megillet a két igazságérték (igaz, hamis) valamelyike, de csak egyike. A modern logika specifikuma, hogy az igazságértékek (Igazság, Hamisság) segítségével állítja fel a dichotómia elvét, és ebből vezeti le a kizárt harmadik (és az ellentmondás) elvét. A kizárt harmadik elvének új megfogalmazása eszerint: az igazságon és a hamisságon kívül más igazságérték nincs. A kétértékű logikák alapvető posztulátuma, mint a nevük is mutatja (és így ez nem is definíció-igényű meghatározás), hogy az igazságértékek dichotóm felosztást létesítenek az állítások összességén; e feltevés és így a kizárt harmadik elvének elutasítása vezet a többértékű logikákhoz.
Dummett szerint a harmadik kizárásának elve összefügg a filozófiai realizmussal, és aki következetesen antirealista álláspontot akar képviselni, el kell vetnie azt; ezt elsőként az intuicionisták (Brouwer és iskolája) ismerték fel. Egy realista számára az igazságok tőlünk függetlenül állnak fenn, tehát elképzelhetetlen, hogy igaz se legyen egy állítás, és hamis se. Viszont ha valamilyen módon nem független tőlünk az, hogy mi igaz és hamis, akkor nem kényszerülünk kizárni minden más lehetőséget 'igaz'-on és 'hamis'-on kívül, mert például az intuicionizmus esetében szűkebb értelemben az igazság kritériuma lehet (az 'igazolhatóság' értelmében) a matematikai igazságok megkonstruálhatósága, (véges eszközökkel történő) bizonyíthatósága; és ekkor ami most, mai tudásunk szerint sem nem igazolható, sem nem cáfolható, nem nevezhető sem igaznak, sem hamisnak.
Az intuicionista logikán túl (melyet Brouwer mellett Arendt Heyting dolgozott ki) léteznek más nem-klasszikus logikai kalkulusok is, melyek elvetik a kizárt harmadik elvét: például Jan Łukasiewicz és S. C. Kleene háromértékű logikája, elmosódott halmazok logikája (fuzzy logika); E. L. Post, Kurt Gödel és Alfred Tarski munkássága is jelentős a többértékű logikák területén.